# Mahmudia
Mahmudia község Tulcea megyében, Dobrudzsában, Romániában.

## Fekvése
A település az ország délkeleti részén található, a megyeszékhelytől, Tulcsától harminc kilométerre délkeletre, a Duna Szent György-ágának a jobb partján.

## Története
Régi török neve Mahmudiye vagy Mahmudiya. Közigazgatási irányítása alá tartozott három település: Beștepe, Băltenii de Jos és Băltenii de Sus, egészen 2004-ig, amikor külön községet hoztak létre Beștepe központtal.

## Lakossága
A nemzetiségi megoszlás a következő:
| 2002             | 2002 | 2002   |
| ---------------- | ---- | ------ |
| Románok          | 4250 | 88,06% |
| Lipovánok        | 499  | 10,33% |
| Ukránok          | 43   | 0,89%  |
| Törökök          | 24   | 0,48%  |
| Magyarok         | 4    | 0,08%  |
| Bolgárok         | 2    | 0,04%  |
| Romák            | 1    | 0,02%  |
| Horvátok         | 1    | 0,02%  |
| Lengyelek        | 1    | 0,02%  |
| Nem nyilatkoztak | 1    | 0,02%  |
| Összesen         | 4826 | 100,0% |

## Híres emberek
- Gheorghe Calciu-Dumitreasa (Mahmudia, 1925. november 23. – Washington, 2006. november 21.): ortodox pap, a kommunizmus idején disszidált, emberjogi harcos volt.
- Alexe Dumitru (Mahmudia, 1935. március 21. – 1971. május 7.): olimpiai és világbajnok kenus, ezer méteres távon, párosban.